# Fußach
Fußach é um município da Áustria, situado no distrito de Bregenz, no estado de Vorarlberg. Tem 11,89 km² de área e sua população em 2019 foi estimada em 3.912 habitantes.